# Dorothee Kimmich

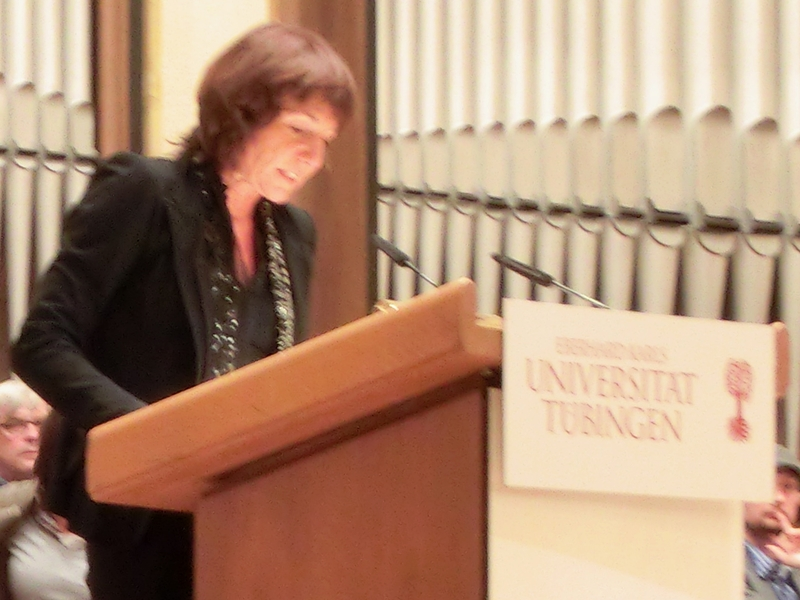
Dorothee Kimmich bei der Eröffnung der Tübinger Poetik-Dozentur 2013

Dorothee Kimmich (* 1961 in Stuttgart) ist eine deutsche Germanistin und Literaturwissenschaftlerin.

## Leben
Kimmich studierte Germanistik, Geschichte und Philosophie an der Eberhard-Karls-Universität Tübingen sowie an der Sorbonne. Ihre Promotion an der Albert-Ludwigs-Universität Freiburg trägt den Titel Epikureische Aufklärungen. Philosophische und poetische Konzepte der Selbstsorge und wurde mit dem Hermann-Paul-Preis ausgezeichnet. Anschließend habilitierte sie sich an der Justus-Liebig-Universität Gießen mit der Arbeit Wirklichkeit als Konstruktion oder Wie oft war die Geschichte schon zu Ende? Studien zu Geschichte und Geschichtlichkeit bei Heine, Büchner, Immermann, Keller, Stendhal und Flaubert.
Seit 2002 ist sie Professorin für Neuere deutsche Literatur an der Eberhard-Karls-Universität Tübingen.
Kimmich leitet die Tübinger Poetik-Dozentur, ist Mitglied der Jury des Würth-Literaturpreises und ist verantwortlich für den binationalen Master-Studiengang „Etudes franco-allemandes“ in Kooperation mit der Université de Provence in Aix-en-Provence.

## Weitere Veröffentlichungen
- Leeres Land. Niemandsländer in der Literatur. Konstanz University Press, Göttingen 2021, ISBN 978-3-8353-9134-5.
- Ins Ungefähre. Ähnlichkeit und Moderne. Konstanz University Press, Paderborn 2017, ISBN 978-3-86253-096-0.
- Lebendige Dinge in der Moderne. Konstanz University Press, Konstanz 2011, ISBN 978-3-86253-008-3.
- gemeinsam mit Tobias Wilke: Einführung in die Literatur der Jahrhundertwende (= Einführungen Germanistik). Wissenschaftliche Buchgesellschaft, Darmstadt 2006.
- mit Alexander Thumfart (Hrsg.): Universität ohne Zukunft?, Suhrkamp-Verlag, Frankfurt/M. 2004, ISBN 978-3-518-12304-1.